# Time Commando
Time Commando est un jeu vidéo de beat them all sorti en 1996 sur PC et PlayStation. Le jeu a été développé par Adeline Software International puis édité par Activision.
Les personnages sont en 3D et les décors en 3D précalculée.

## Trame
L'action a lieu dans notre futur proche.
L'armée, en faisant appel à une entreprise du secteur privé, a créé un ordinateur capable de simuler toute forme de combat dans n'importe quel point de l'Histoire.  Cependant, un programmeur d'une entreprise concurrente a contaminé le système avec un virus. Le virus, à l'aide du système infecté, a créé un point local de déformation du temps, qui menace d'absorber la planète s'il n'est pas détruit.
Le joueur dirige Stanley Opar, employé du centre.
Stanley Opar pénètre dans le vortex pour tenter d'arrêter le virus. Pour cela, Stanley Opar doit traverser plusieurs périodes du temps et combattre des ennemis. Il doit traverser, dans l'ordre, les périodes suivantes :
- Préhistoire (comportant des hommes des cavernes, des tigres à dents de sabres, des ours) ;
- Empire romain ;
- Moyen Âge japonais ;
- Moyen Âge européen ;
- Amérique inca lors de sa découverte ;
- Conquête de l'Ouest ;
- Guerre de Sécession (États-Unis) ;
- Première guerre mondiale en France ;
- Guerre européenne moderne (inspirée de la guerre d'ex-Yougoslavie) ;
- Futur de l'humanité : la conquête de l'espace ;
- L'intérieur de l'ordinateur : la traque et le combat contre le virus.

## Système de jeu
Le joueur dirige un personnage, voyageur dans le temps, qui doit survivre à des attaques et des pièges, chaque niveau représentant une époque et un lieu différents. Ainsi, le joueur est amené à combattre des hommes préhistoriques, des samouraïs, des militaires, etc.
Lorsque le joueur traverse chaque niveau, il collecte diverses armes propres à chaque période du temps. Exemples :
- Préhistoire : pierres et massues ;
- Moyen Âge japonais : étoiles de ninja et sabre de samouraï ;
- Moyen Âge européen : épée, masse d'arme, épée à deux mains ;
- Conquête de l'Ouest : révolver, dynamite, carabine ;
- Guerre européenne moderne : fusil d'assaut, bazooka.

Barre de vie et barre du temps :
- Stanley Opar a une petite barre de vie, qui s'allonge au cours du jeu, lorsque le joueur ramasse des « power-ups » ;
- Stanley a plusieurs vies ;
- Lorsque le joueur traverse un niveau, une barre du temps décompte le temps jusqu'à ce que le virus ait abouti et que le joueur meurt ;
- La barre du temps peut être remise à zéro en cours de niveau en déposant des puces collectées à travers les différents niveaux, dans des « urnes » qui ressemblent au vortex dans lequel Stanley est entré au début du jeu.

## Développement
Adeline Software réalise Time Commando juste après Little Big Adventure (1994), jeu d'action-aventure dans lequel le personnage principal se bat régulièrement contre des ennemis. L'équipe souhaite alors développer un nouveau jeu en accentuant cette dimension de combat. « On avait envie de faire un jeu d'action bien bourrin dans lequel nous pourrions utiliser un maximum d'armes, d'où l'idée de traverser les époques de la préhistoire à nos jours et même jusqu'aux guerres du futur » explique Didier Chanfray, co-créateur du jeu, dans une interview donnée en 2020 pour le site Game Forever. « Cette idée issue de nos brainstormings a très vite été retenue. Frédérick avait une vision du jeu de type « commando » vue de dessus à scrolling vertical, mais j'ai proposé quelque chose de différent en retenant l'idée d’un plan séquence où l'action serait continue, comme dans un travelling. J’ai imaginé une manière plus cinématographique pour la mise en scène en accompagnant ma proposition de story-boards. Une fois que Fred a donné son aval, nous avons continué à avancer dans cette direction. » Le créateur précise : « Ce jeu nous a également permis de traiter des époques qui étaient encore peu mises en avant à l'époque, comme les Romains, les Incas, la première Guerre mondiale, la guerre du Liban, etc ».
Sur le plan technique, Didier Chanfray explique : « Notre contrainte principale était de faire le jeu en 8 à 10 mois, avec 10 à 12 personnes, le reste de l'équipe, environ 4 à 5 personnes, étant sur la pré-prodroduction de LBA2 ».
Equipe de développement :
- Créé par : Frédérick Raynal
- Lead Design : Didier Chanfray
- Project Manager : Serge Plagnol
- Programmation : Marc Bureau du Colombier, Frantz Cournil, Olivier Lhermite, Mickael Pointier, Cedric Bermond
- Programmation du jeu : Thierry Brochart, Pascal Dubois, Sylvain Truchet
- Design et animation objets 3D : Arnaud Lhomme, Paul-Henri Michaud, Sabine Morlat, William Ratajczak, Xavier Wibaut
- 3D Scenario Design : Virginie Altayrac, Benoit Boucher, Merlin Pardo, Ludovic Rubin
- Cinématiques : Frédéric Taquet
- Musiques et sons : Philippe Vachey
- Effets sonores : Thierry Carron, Christophe Neau
- Remerciements : Andre Bertrand, Dany Boolauck, Andrew Corcoran, Paul Cuisset, Howard Marks, John Miles, Paul de Senneville

## Accueil
- Génération 4 : 4/5[2]
- Joystick : 94 %[3]
- PC Team : 93 %[4]